# Iosif Staneŭski
Iosif Staneŭski (in bielorusso Іосіф Станеўскі?; in russo Иосиф Ромуальдович Станевский?, Iosif Romual'dovič Stanevskij; Zanjavičy, 4 aprile 1969) è un arcivescovo cattolico bielorusso, dal 14 settembre 2021 arcivescovo metropolita di Minsk-Mahilëŭ.

## Biografia
Iosif Staneŭski è nato il 4 aprile 1969 nel villaggio di Zanjavičy, regione di Hrodna e diocesi di Łomża (oggi nella diocesi di Hrodna), nella parte occidentale dell'allora Repubblica Socialista Sovietica Bielorussa (oggi Repubblica di Bielorussia); è figlio di Helena e Ramuald Staneŭski, entrambi di origine polacca.

### Formazione e ministero sacerdotale
Dopo aver ricevuto l'istruzione primaria, ha continuato quella secondaria in un liceo di Luc'k, in Ucraina, dove ha ottenuto il diploma nel 1986, e lo stesso anno ha iniziato gli studi presso la scuola tecnico-militare, prestando poi il servizio militare obbligatorio dal 1987 al 1989. Sentendo maturare la vocazione al sacerdozio, nel 1990 si è iscritto al Seminario teologico superiore di Hrodna, fondato lo stesso anno per volontà del vescovo Tadeusz Kondrusiewicz, divenendone uno dei primi seminaristi; qui ha compiuto gli studi in filosofia e teologia. È stato ordinato diacono l'8 dicembre 1994 da Aleksander Kaszkiewicz, vescovo di Hrodna, ricevendo poi l'ordinazione sacerdotale il 17 giugno 1995 per mano dello stesso ordinario diocesano; si è incardinato, ventiseienne, come presbitero della medesima diocesi.
Poco dopo l'ordinazione gli è stato affidato il primo incarico pastorale come vicario parrocchiale nella parrocchia di San Venceslao a Vaŭkavysk, dove è rimasto per poco più di un anno poiché, nel 1996, si è trasferito in Polonia per continuare gli studi all'Università cattolica di Lublino; qui al termine del triennio ha conseguito la licenza in diritto canonico con una tesi intitolata "Diritti procedurali delle parti in caso di divorzio".
Rientrato in patria, nel 1999 è stato nominato prefetto e docente al seminario di Hrodna, dove egli stesso era stato studente, divenendo inoltre giudice del tribunale interdiocesano di prima istanza nel 2000 e membro del Consiglio presbiterale nel 2001; durante l'anno accademico 2004–2005 ha anche insegnato nell'ambito del diritto canonico sulla catechesi a Hrodna. Nell'aprile 2005 gli è stato affidato l'ufficio di vicario ausiliario del tribunale interdiocesano, mentre il 23 giugno seguente è stato promosso rettore del seminario di Hrodna, ricoprendo tale ufficio fino alla promozione all'episcopato. Oltre a ciò, nel 2007 è stato nominato responsabile per la formazione pastorale dei giovani sacerdoti diocesani, nel 2008 è divenuto membro del Collegio dei consultori e nel 2009 coordinatore della pastorale vocazionale. Il 12 marzo 2012 papa Benedetto XVI gli ha conferito il titolo onorifico di cappellano di Sua Santità.

### Ministero episcopale

#### Vescovo ausiliare di Hrodna
Il 29 novembre 2013 papa Francesco lo ha nominato, quarantaquattrenne, vescovo ausiliare di Hrodna assegnandogli contestualmente la sede titolare di Tabaicara. Ha ricevuto la consacrazione episcopale il 1º febbraio 2014, nella cattedrale di San Francesco Saverio a Hrodna, per imposizione delle mani di Aleksander Kaszkiewicz, vescovo di Hrodna, assistito dai co-consacranti Tadeusz Kondrusiewicz, arcivescovo metropolita di Minsk-Mahilëŭ, ed Antoni Dziemianko, vescovo di Pinsk. Come suo motto episcopale ha scelto Evangelii gaudium, tratto dall'omonima esortazione apostolica, che tradotto vuol dire "La gioia del Vangelo".
All'interno della diocesi, ha continuato a ricoprire gli incarichi di vicario ausiliario del tribunale, membro del Consiglio presbiterale e del Collegio dei consultori e coordinatore della pastorale vocazionale.
Il 3 giugno 2015 è stato eletto segretario generale della Conferenza dei vescovi cattolici di Bielorussia subentrando a monsignor Dziemianko; è stato rieletto per un secondo mandato il 14 aprile 2021.
Il 1º febbraio 2018 si è recato in Vaticano, assieme agli altri membri dell'episcopato bielorusso, per la visita ad limina apostolorum, allo scopo di discutere con il pontefice della situazione e dei problemi relativi alla diocesi.

#### Arcivescovo metropolita di Minsk-Mahilëŭ
Il 14 settembre 2021 papa Francesco lo ha promosso, cinquantaduenne, arcivescovo metropolita di Minsk-Mahilëŭ; è succeduto a Tadeusz Kondrusiewicz, dimessosi il giorno del suo settantacinquesimo compleanno il 3 gennaio precedente. Ha preso possesso dell'arcidiocesi durante una cerimonia svoltasi nella cattedrale della Santa Vergine Maria a Minsk il 23 ottobre successivo.
La nomina è arrivata in un momento difficile per la Chiesa cattolica in Bielorussia, cominciato quando nell'agosto 2020 Aljaksandr Lukašėnka ha vinto per la sesta volta le elezioni presidenziali con l'80% dei voti. Lo stesso mese al suo predecessore è stato impedito di rientrare nel Paese con la motivazione che il suo passaporto non fosse valido, dopo che si era recato in Polonia; in realtà, dopo aver pregato fuori da una prigione dove i manifestanti detenuti sarebbero stati torturati, l'arcivescovo aveva chiesto un'indagine sui rapporti secondo cui la polizia antisommossa avrebbe bloccato le porte di una chiesa cattolica a Minsk mentre allontanava i manifestanti da una piazza vicina. Il pontefice ha inviato Paul Richard Gallagher, segretario per i rapporti con gli Stati, per cercare di superare l'impasse con i funzionari bielorussi ma senza ottenere una svolta immediata; dopo due mesi di contrattazione e l'invio di monsignor Claudio Gugerotti nunzio apostolico in Gran Bretagna (già nunzio apostolico in Bielorussia e poi cardinale), alla fine è stato concesso a monsignor Kondrusiewicz di poter rientrare in Bielorussia il 24 dicembre dello stesso anno. Pochi giorni dopo, è stata accettata la rinuncia per motivi d'età del presule, che tuttavia non ha cessato di manifestare contro il governo, continuando ad alimentare le tensioni con la Chiesa cattolica.

## Genealogia episcopale
La genealogia episcopale è:
- Cardinale Scipione Rebiba
- Cardinale Giulio Antonio Santori
- Cardinale Girolamo Bernerio, O.P.
- Arcivescovo Galeazzo Sanvitale
- Cardinale Ludovico Ludovisi
- Cardinale Luigi Caetani
- Cardinale Ulderico Carpegna
- Cardinale Paluzzo Paluzzi Altieri degli Albertoni
- Papa Benedetto XIII
- Papa Benedetto XIV
- Papa Clemente XIII
- Cardinale Enrico Benedetto Stuart
- Papa Leone XII
- Cardinale Chiarissimo Falconieri Mellini
- Cardinale Camillo Di Pietro
- Cardinale Mieczysław Halka Ledóchowski
- Cardinale Jan Maurycy Paweł Puzyna de Kosielsko
- Arcivescovo Józef Bilczewski
- Arcivescovo Bolesław Twardowski
- Arcivescovo Eugeniusz Baziak
- Papa Giovanni Paolo II
- Arcivescovo Tadeusz Kondrusiewicz
- Vescovo Aleksander Kaszkiewicz
- Arcivescovo Iosif Staneŭski